# Musée du Design d'Helsinki
Le Musée du design (finnois : Designmuseo, suédois : Designmuseet) est un musée à Helsinki consacré aux expositions d'œuvres finlandaises et étrangères, concernant le  design industriel, la mode, et le design graphique.
Le bâtiment est situé rue Korkeavuorenkatu dans le quartier d'Ullanlinna. 
Il est la propriété de l'État finlandais.

## Historique
Le musée fut fondé en 1873 et il avait pour objectif initial d'abriter une collection à vocation pédagogique d'objets industriels.
Depuis 1978, le musée est situé rue Korkeavuorenkatu  dans un bâtiment de style néogothique conçu en 1894 par l'architecte Gustaf Nyström.
Le musée est construit sur le même terrain que le musée de l'architecture finlandaise.

## Description
Il comprend une exposition permanente sur le design finlandais de 1870 à nos jours et 
un espace pour les autres expositions. L'exposition permanente regroupe 75000 objets, 40000 dessins et 100000 photographies.